# ラルフ・ヘドリー
ラルフ・へドリー（Ralph Hedley、1848年12月31日 - 1913年6月14日）は、写実主義の画家、木彫作家、イラストレーター。イングランド北西部の日常生活の様子を描いた絵画で知られる。

## 略歴

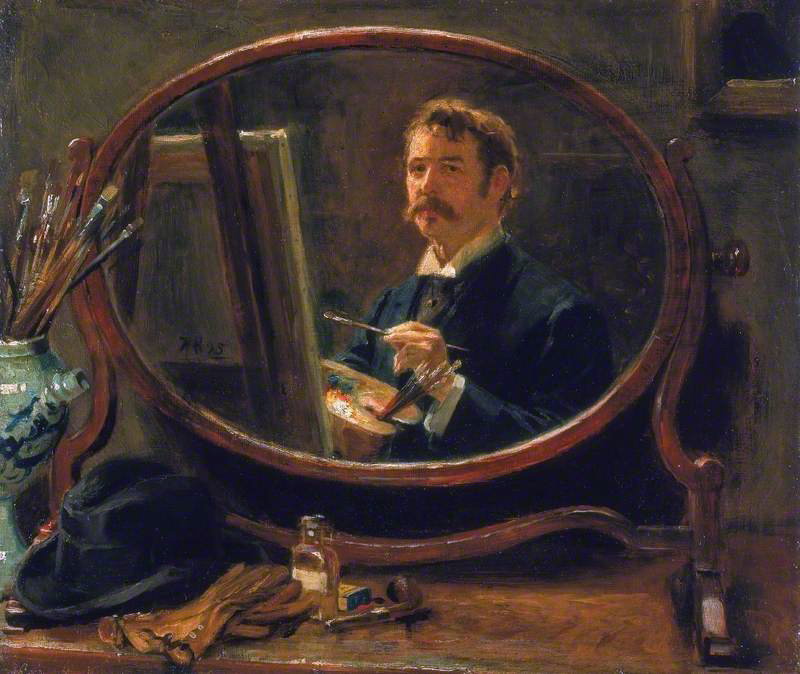
自画像 (1895年)

ノース・ヨークシャー州リッチモンド近くのギリング・ウエストで生を受けたラルフは、1850年頃に産業好機の波に乗る形で、両親であるリチャード・へドリーとアンとともにニューカッスル・アポン・タインに居を移した。13歳を過ぎた頃、へドリーは木彫工場のトマス・トゥイーディー（Thomas Tweedy）に弟子入りし、それと同時にニューカッスルの「官立学校」で美術とデザインを学ぶ。さらにウィリアム・ベル・スコットの許、ライフ・スクールにおける夜間クラスにも出席した。14歳時、政府の芸術科学局より銅メダルを授与された。
徒弟生活を終えたヘドリーは立ち上げた木彫事業で成功を収めた一方で、地元の報道機関向けにリトグラフを制作し、画家としての成果を挙げられるあらゆる機会を伺っていた。1879年、王立芸術院の展覧会に出品した処女作 The Newsboy で入選を果たす。展覧会に参加したヘンリー・ヘザリントン・エマーソンとロバート・ジョブリンとともに、地元の画家の作品を奨励・展示する目的でビューイッククラブを創立し、1884年に最初の展覧会を開催した。
ヘドリーの木彫作品の例としては1882年から1889年にかけて制作された作品があるニューカッスル大聖堂で見つけることができよう。彼と彼の工場の人間たちは建築家ロバート・ジェームズ・ジョンソン（Robert James Johnson、1832年 - 1892年）の案に基づいて聖歌隊と内陣仕切りを彫刻したが、これらはニューカッスル教区が創設され、タインが市制を施行した時に依頼されたものである。他の彫刻作品はニューカッスルにあるセント・アンドリューズ教会や北西部にある多くの教会で見つけることができよう。

## 職歴

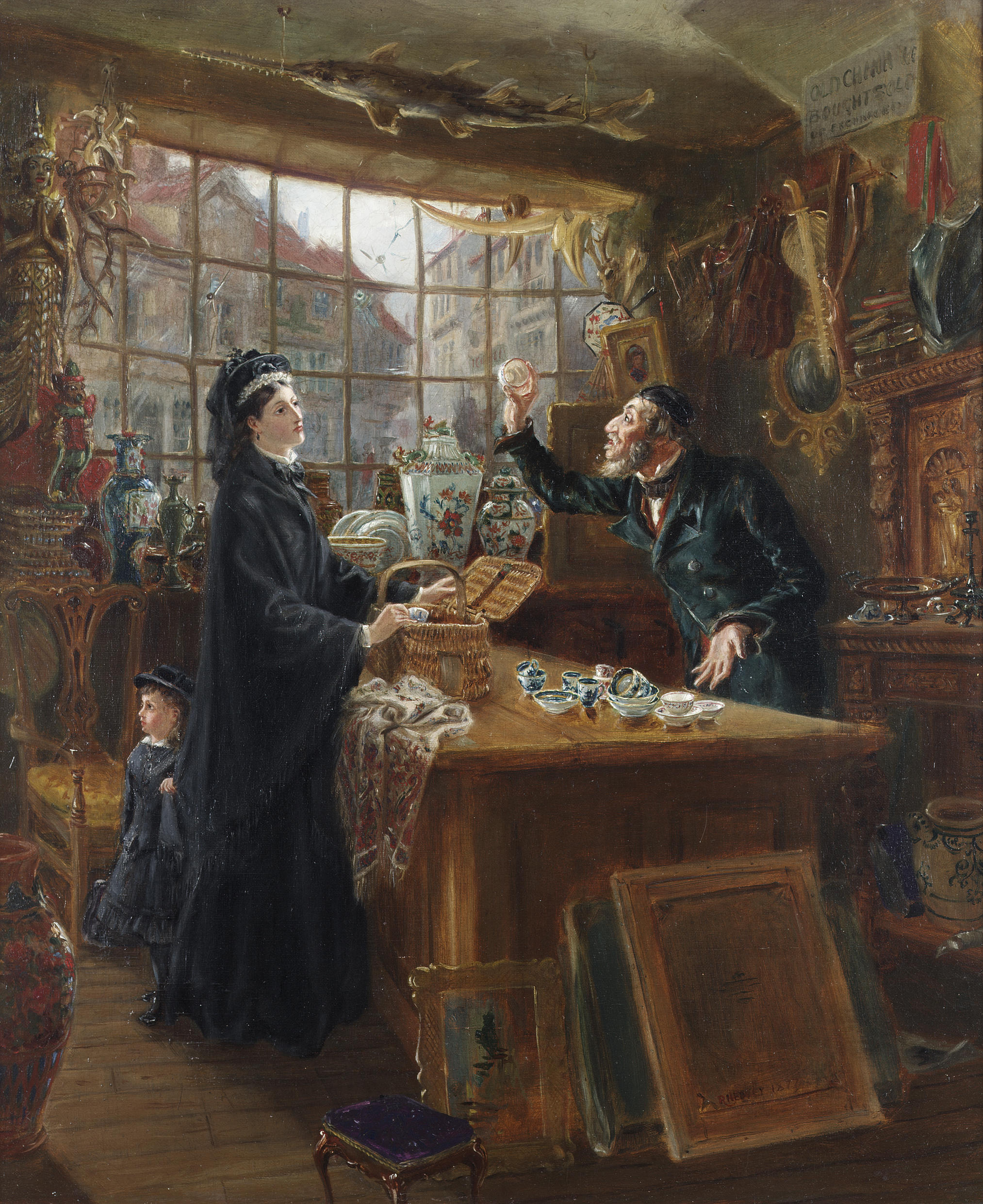
「古陶器店」ラルフ・ヘドリー画　(1877年）

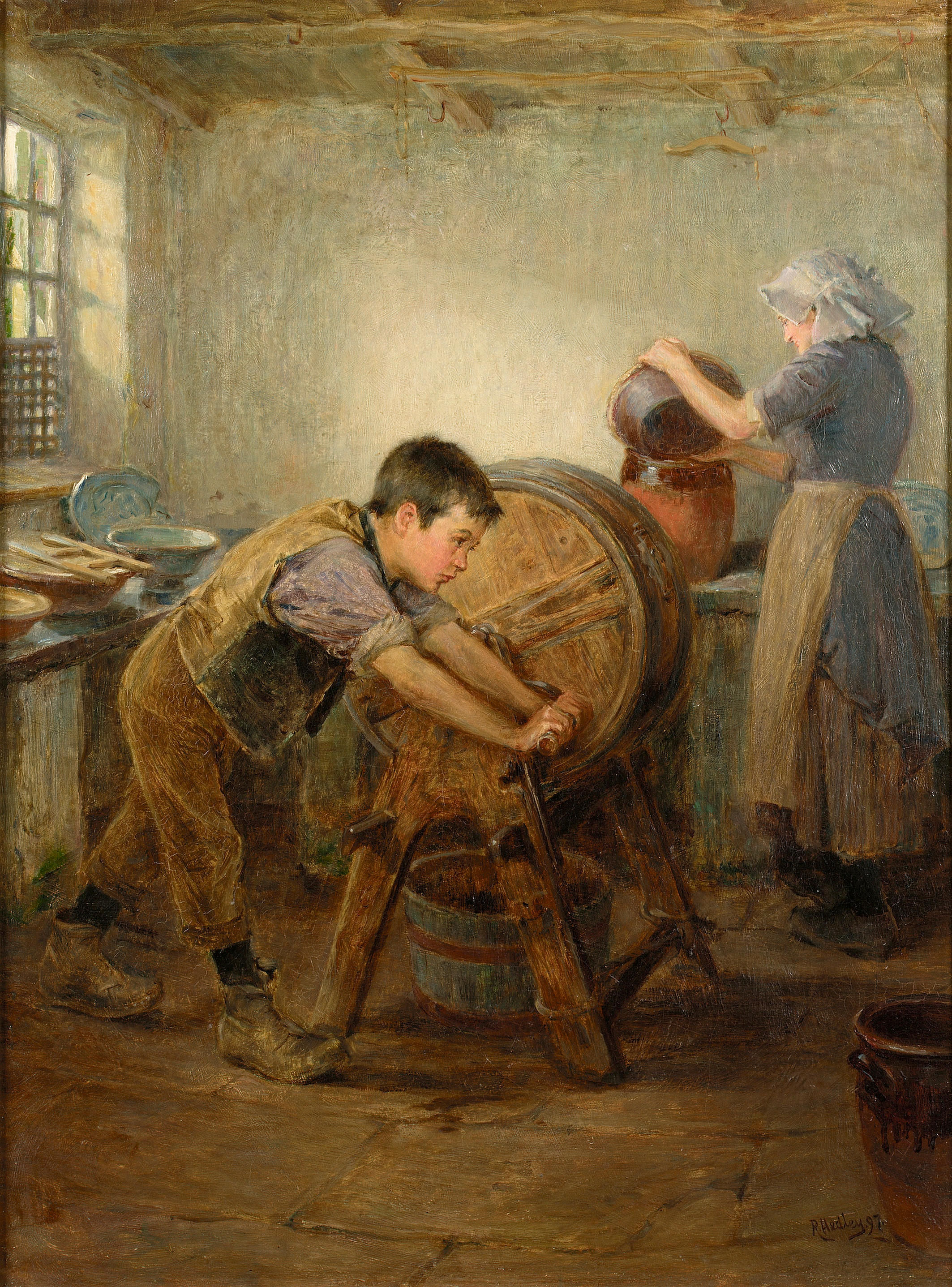
「バター撹拌機」ラルフ・ヘドリー画（1897年）

へドリーは英国王立美術家協会会員であり、1879年から1904年にかけて50作品以上が王立芸術院に展示された。のちにビューイッククラブ総裁やサウス・シールズ・アート・クラブの副総裁などを歴任した。
今日、へドリーの絵画は19世紀後期から20世紀初頭にかけてのタインサイドの日常生活をもたらす記録として高く評価されている。1943年6月にへドリーが亡くなった当時も、ニューカッスル・デイリー・クロニクル（Newcastle Daily Chronicle）はヘドリーの作品の価値を称えるとともに、「バーンズが自身のペンでスコットランドの小作農のためにしたことを、ラルフ・ヘドリーは自分の筆とパレットでノーサンバーランドの未成年者や肉体労働者に行ったのだ」と主張したのである。
Cat in a Cottage Windows、Last in Market や Going Home などを含むへドリーの作品の多くは世界中に知れ渡り、それらの大半が有名な印刷物に複製された。2004年3月、少年グループがおんぶを巡って争う様子を描いた The Tournament がオークションにおけるヘドリーの絵画史上最高額の44,000ポンドで落札された。
へドリーはニューカッスルのブルー・プラーク制度により表彰されたニューカッスルで最も新しい人物の一人である。2004年11月29日、この飾り板はへドリーが1885年から亡くなる1913年まで暮らしたスピタル・トングス地区ベルグローヴテラス19番地において、評議員のジョージ・ダグラス（George Douglas）の手により除幕された。現在、この建物はベルグローヴの酒場の一部となっている。除幕式にはヘドリーの親族やレイング美術館キュレーターのジュリー・ミルン（Julie Milne）などが出席した。レイング美術館は41点の油彩画と3点の水彩画などへドリー作品の最多所蔵数を誇り、1990年にはヘドリーに焦点を充てた大規模な展覧会を開催した。この展覧会の関連する形で、へドリーの生涯と時代に関する書籍が出版された。
2013年のノース・イースト・フェスティバルの一環として、地元のパブリック・コレクションに所有されているへドリーの作品を集めた展覧会がゲーツヘッドにあるシプリー美術館で開催され、個人所有やパブリック・コレクションからの小規模な作品はハートルプール・アートギャラリーでお披露目された。
2013年6月14日、死後100周年を記念して、ラルフ・ヘドリーは聖ニコラス大聖堂において開催された合唱音楽に関する晩祷式で、主席司祭クリストファー・ダリストン師指揮、ニューカッスル大聖堂聖歌隊の合唱による栄誉を受けた。